# Biarctus pumilus
Biarctus pumilus е вид десетоного от семейство Scyllaridae. Видът не е застрашен от изчезване.

## Разпространение и местообитание
Разпространен е в Египет (Синайски полуостров), Йемен, Мавриций и Мадагаскар.
Обитава океани, морета, заливи и рифове.